# اناوالت (ویرجینیای غربی)
اناوالت(به انگلیسی: Anawalt) شهری در ایالت ویرجینیای غربی کشور ایالات متحده آمریکا است که جمعیت آن در سرشماری سال ۲۰۱۰ میلادی، ۲۲۶ نفر بوده‌است.